# Nguyễn Phúc Ngọc Châu
Nguyễn Phúc Ngọc Châu (chữ Hán: 阮福玉珠; 1782 – 1847), phong hiệu Bình Thái Công chúa (平泰公主), là một công chúa con vua Gia Long nhà Nguyễn trong lịch sử Việt Nam.

## Tiểu sử
Công chúa Ngọc Châu sinh năm Nhâm Dần (1782), là con gái trưởng của vua Gia Long, mẹ là Chiêu dung Phạm Thị Lộc. Bà Ngọc Châu là chị cùng mẹ với Bảo Thuận Công chúa Ngọc Xuyến.
Năm Gia Long thứ 7 (1808), công chúa Ngọc Châu lấy chồng là Vệ úy Nguyễn Văn Ngoạn, là con trai của Đoan Hùng Quận công Nguyễn Văn Trương, được ban cho 30.000 quan tiền làm của hồi môn. Công chúa và phò mã có với nhau một con gái.
Năm Minh Mạng thứ 14 (1833), phò mã Ngoạn mất. Tháng 8 (âm lịch) năm thứ Minh Mạng thứ 16 (1835), vua thấy hai bà Trưởng công chúa (chị em của vua) là Ngọc Châu và Ngọc Xuyến đều goá chồng, không con nên chuẩn cho nhận con riêng của chồng là Nguyễn Văn Doãn làm con kế tự Ngọc Châu, còn Trương Văn Giám làm con kế tự Ngọc Xuyến. Vua cho cả hai được ấm thụ chức Hiệu úy Cẩm y vệ, ở nhà phụng dưỡng hai bà và miễn đi ứng trực (túc trực hầu vua).
Năm Minh Mạng thứ 21 (1840), vua sách phong cho bà Ngọc Châu làm Bình Thái Trưởng công chúa (平泰長公主), lấy tên tổng của thái ấp đặt làm phong hiệu.
Năm Thiệu Trị thứ nhất (1841), vua miễn cho các Thái trưởng công chúa (cô của vua) là các bà Ngọc Châu, Ngọc Quỳnh, Ngọc Anh và Ngọc Xuyến không phải quỳ lạy ở nội đình. Vua dụ rằng: "Các Thái trưởng công chúa đều là người họ rất thân của nhà vua, tuổi ngày một nhiều, theo lẽ, phải nên hậu đãi. Nếu cứ câu nệ vào lễ thường, động việc gì cũng quỳ lạy, ta thấy không được yên lòng. Vả lại, thánh nhân đặt lễ, tất phải lấy nhân tình làm gốc, mà trong chốn gia đình, kính người trên làm trọng. Chuẩn cho từ nay về sau, gặp có việc tiết lễ khánh hạ, và bất thần ban cho thức gì, thì các Thái trưởng công chúa đều miễn cho không phải làm lễ 3 lần quỳ, 6 lần vái, để tỏ lòng ta rất kính người trên, hậu đãi thân thuộc".
Năm Thiệu Trị thứ 3 (1843), vua đặc cách tăng lương hằng năm cho 4 bà công chúa trên, mỗi người được thêm 600 quan tiền và 300 phương gạo.
Năm Thiệu Trị thứ 7 (1847), tháng 2 (âm lịch), hai chị em bà Ngọc Châu và Ngọc Xuyến tâu rằng: "Có đền thờ mẹ đẻ ở làng Phù Trạch, phủ Thừa Thiên, xin trích 10 tên dân phu sở tại miễn trừ cho binh đao, để sung vào việc coi giữ đền". Vua bảo bộ Lễ rằng: "Việc xin đây cũng không phải lệ, nhưng vì hai công chúa đều không có con, nên tạm chuẩn y cho lời xin. Sau này không được viện để làm lệ".
Mùa thu năm đó, công chúa Ngọc Châu mất, thọ 66 tuổi, thụy là Đoan Tuệ (端慧). Vua sai chi vật liệu của công ra để lo liệu việc tang cho bà, lại cho thêm 3000 quan tiền, 50 cân sáp ong và 200 cân dầu.
Tẩm mộ của công chúa Bình Thái và phò mã Ngoạn được song táng cạnh nhau, hiện tọa lạc trên đường Hoài Thanh, phường Thủy Xuân, Huế, gần đó là tẩm của công chúa Ngọc Xuyến, em cùng mẹ với bà.